# Distrikt Panao
Der Distrikt Panao liegt in der Provinz Pachitea in der Region Huánuco in Zentral-Peru. Der Distrikt wurde am 20. Mai 1936 gegründet. Er besitzt eine Fläche von 1606 km². Beim Zensus 2017 wurden 18.563 Einwohner gezählt. Im Jahr 1993 lag die Einwohnerzahl bei 14.344, im Jahr 2007 bei 19.813. Sitz der Distrikt- und Provinzverwaltung ist die 2494 m hoch gelegene Kleinstadt Panao mit 4965 Einwohnern (Stand 2017). Panao befindet sich 28 km östlich der Regionshauptstadt Huánuco.

## Geographische Lage
Der Distrikt Panao erstreckt sich im Süden der Provinz Pachitea entlang der Ostflanke der Cordillera Huaguruncho, einem Gebirgszug der peruanischen Zentralkordillere.
Der Distrikt Panao grenzt im Südwesten an die Distrikte San Rafael und Ambo (beide in der Provinz Ambo), im Nordwesten an die Distrikte Molino und Umari, im Norden an den Distrikt Chaglla sowie im Osten an die Distrikte Pozuzo und Huancabamba (beide in der Provinz Oxapampa) sowie im Südosten an den Distrikt Ticlacayán (Provinz Pasco). 

## Ortschaften
Im Distrikt gibt es neben dem Hauptort folgende größere Ortschaften:
- Acobamba (221 Einwohner)
- Cayhuayna (215 Einwohner)
- Coñaica (208 Einwohner)
- Huaman (530 Einwohner)
- Huengomayo (294 Einwohner)
- La Linda (221 Einwohner)
- Pucasiniega
- Purupampa (300 Einwohner)
- Quero (255 Einwohner)
- Rumichaca (365 Einwohner)
- San Antonio de Warpoj (203 Einwohner)
- Santa Virginia (374 Einwohner)
- Sunec
- Tamar (360 Einwohner)
- Tayagasha (547 Einwohner)
- Tipsa Alta (290 Einwohner)
- Tipsa Punta (498 Einwohner)
- Tirishuanca (223 Einwohner)
- Tomayrica (711 Einwohner)
- Tunapuco (270 Einwohner)
- Yanuna (543 Einwohner)
- Yuragmarca (312 Einwohner)
- Yuragmarca Alta (247 Einwohner)